# Emily Murphy

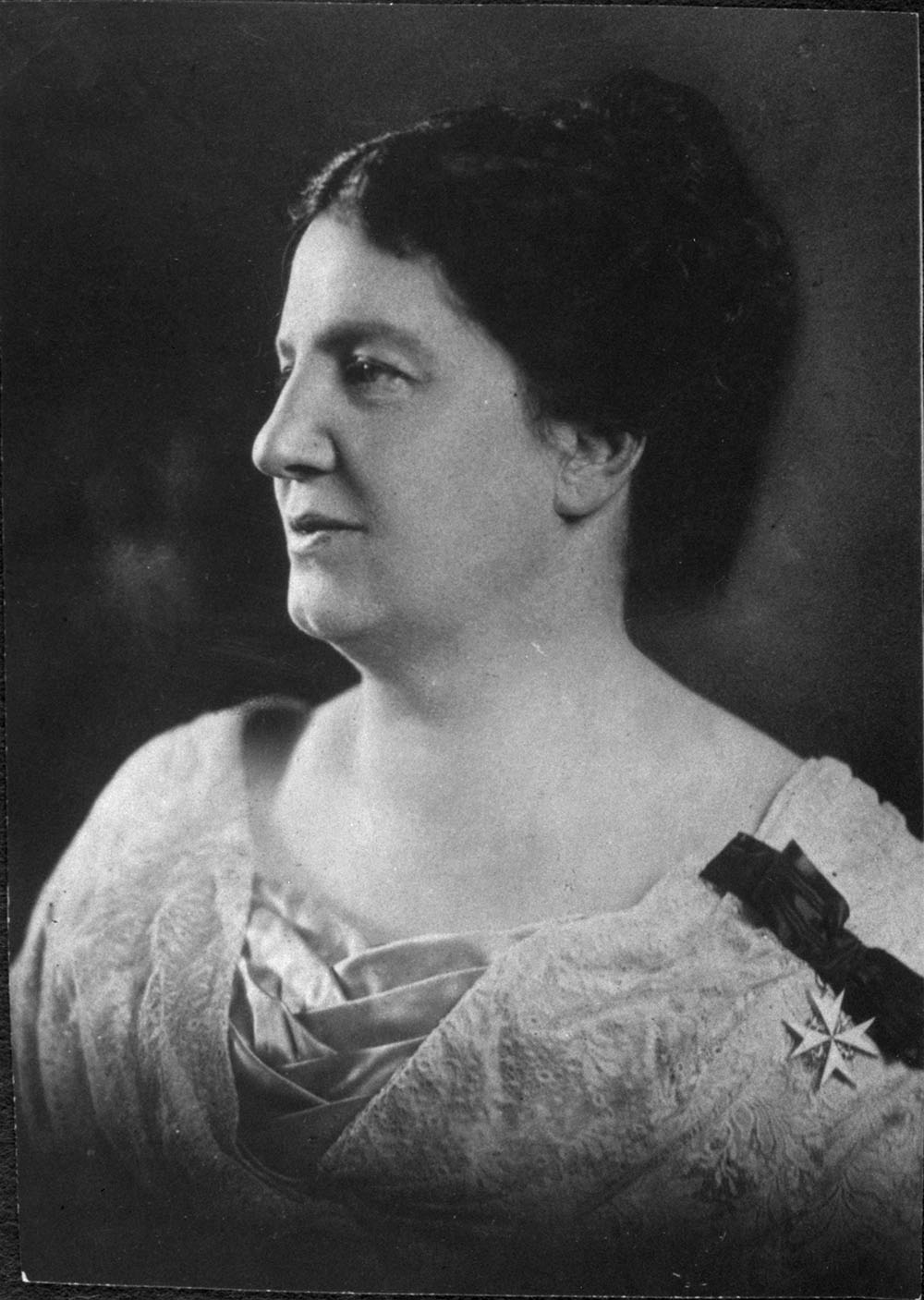
Emily Murphy

Emily Murphy (geboren als Emily Gowan Ferguson; * 14. März 1868 in Cookstown, Ontario; † 17. Oktober 1933 in Edmonton, Alberta) war eine kanadische Frauenrechtsaktivistin, Juristin und Autorin. Im Jahre 1916 wurde sie die erste Richterin in Kanada und im Britischen Empire. Sie wurde bekannt für ihre Beiträge zum kanadischen Feminismus, speziell über die Frage, ob Frauen nach kanadischem Recht „Personen“ sind.
Zusammen mit Irene Parlby, Henrietta Muir Edwards, Nellie McClung und Louise McKinney war sie eine der The Famous Five (auch Valiant Five genannt). Die Fünf trieben 1927 eine Petition voran, die den Begriff „Person“ im British North America Act von 1867 klärte und es Frauen damit erlaubt, Mitglieder des kanadischen Senats zu werden. Dieser Abschnitt hatte bis dahin dafür gesorgt, dass Frauen von politischen Ämtern ausgeschlossen waren. Die Petition war erfolgreich und ermöglichte es Frauen in Kanada, in der Politik aktiv zu werden.

## Frühes Leben
Emily Murphy wurde geboren als drittes von sechs Kindern in Cookstown, Ontario, als Tochter des wohlhabenden Landbesitzers und Geschäftsmannes Isaak Ferguson und seiner Frau Emily. Als Kind begleitete Murphy häufig ihre zwei älteren Brüder Thomas und Gowan bei ihren Abenteuern, ihr Vater ermutigte sie dabei und oft hatten seine Söhne und Töchter gleichermaßen ihren Teil der Verantwortung zu tragen. In Anbetracht dessen, dass ihre Familie sich in Recht und Politik engagierte, war es keine Überraschung, dass Murphy zu einer der einflussreichsten Suffragetten Kanadas wurde. Murphy wuchs auf unter dem Einfluss ihres Großvaters mütterlicherseits, Ogle Robert Gowan, einem Politiker und Gründer einer lokalen Niederlassung des Oranier-Orden (1830), und zweier Onkel, von denen einer Richter am Obersten Gerichtshof war und einer Senator. Ihr Bruder wurde ebenfalls Rechtsanwalt und Mitglied des Obersten Gerichtshofs. Ihre Familie waren prominente Mitglieder der Gesellschaft, und sie profitierte von ihren Eltern, die eine akademische Erziehung ihrer Tochter unterstützten. Murphy besuchte die Bishop Strachan School, eine exklusive anglikanische Privatschule für Mädchen in Toronto. Durch einen Freund lernte sie ihren zukünftigen Ehemann Arthur Murphy kennen, der elf Jahre älter war als sie. Sie heirateten 1887 und bekamen vier Töchter: Madeleine, Evelyn, Doris und Kathleen. Doris starb jung an Diphtherie. Nach Doris’ Tod beschloss die Familie einen neuen Weg zu versuchen und zog 1903 nach Westen nach Swan River (Manitoba) und schließlich 1907 nach Edmonton in Alberta.

## Dower Act

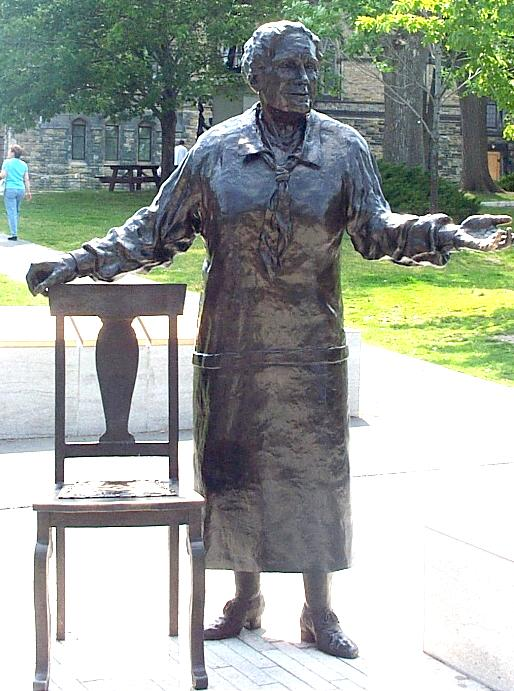
Statue von Emily Murphy, Teil des Denkmals für The Famous Five, Parliament Hill, Ottawa

Während ihr Mann Arthur als anglikanischer Priester arbeitete, erkundete Murphy ihre neue Umgebung und wurde sich zunehmend der existierenden Armut bewusst. Im Alter von 40 Jahren, als ihre Kinder unabhängig wurden und ihr eigenes Leben führten, begann Murphy aktiv Frauengruppen zu organisieren, bei denen sich Hausfrauen treffen, über ihre Ideen diskutieren und Gruppenprojekte planen konnten. Zusätzlich zu diesen Organisationen begann Murphy offen über die Benachteiligung und die schlechten Lebensbedingungen, die es in der Gesellschaft gab, zu sprechen. Ihr starkes Interesse an den Rechten und dem Schutz von Frauen und Kindern verstärkte sich, als sie auf die ungerechte Situation einer Frau aus Alberta aufmerksam gemacht worden war: Deren Mann hatte den Bauernhof der Familie verkauft; der Mann verließ seine Frau und die Kinder, die mittellos und obdachlos zurückblieben. Zu dieser Zeit gab es keine Eigentumsgesetze, die es Frauen ermöglicht hätten, ihren Besitz auf dem Rechtsweg zurückzubekommen. Dieser Fall motivierte Murphy eine Kampagne zu starten, die verheirateten Frauen Eigentumsrechte garantierten. Mit der Unterstützung von vielen Frauen in ländlichen Gebieten begann Murphy Druck auf die Regierung von Alberta auszuüben, dass Frauen ihr Recht auf ihr Eigentum auch nach der Hochzeit behielten. Im Jahre 1916 überredete Murphy die Legislativversammlung von Alberta erfolgreich, den sogenannten Dower Act zu verabschieden, der Frauen von Rechts wegen ein Drittel vom Besitz ihres Mannes zusprach. Murphys Ruf als Frauenrechtlerin war durch diesen ersten politischen Sieg gesichert.

## Persons Case

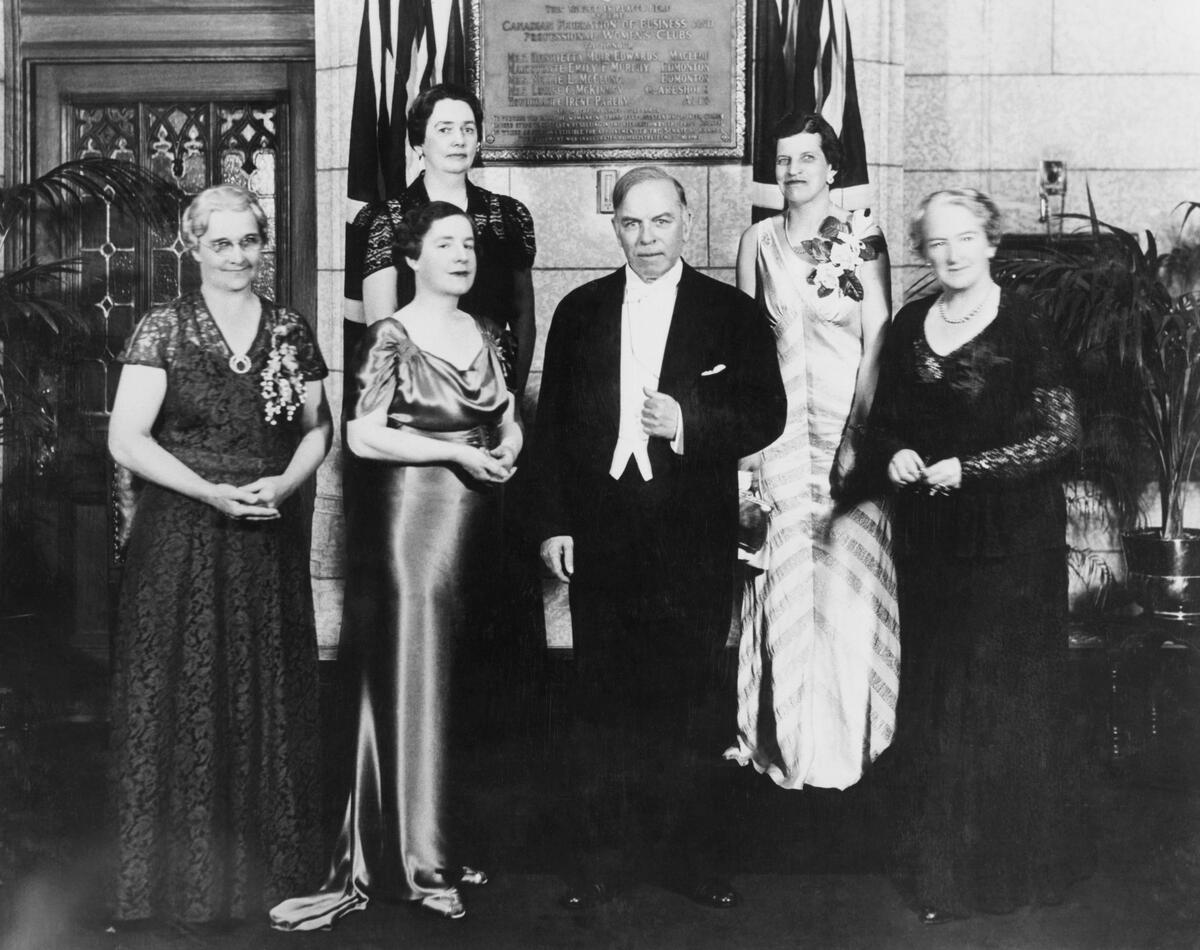
William Lyon Mackenzie King enthüllt eine Gedenktafel für die Famous Five [vorne, L-R]: Mrs. Muir Edwards, Schwiegertochter von Henrietta Muir Edwards; Mrs. J.C. Kenwood, Tochter von Judge Emily Murphy; Hon. W.L. Mackenzie King; Mrs. Nellie McClung. [Hinten, L-R]: Senators Iva Campbell Fallis, Cairine Wilson (Ottawa).

Murphys Erfolg im Kampf für den Dower Act, zusammen mit ihrer Arbeit für Frauen in der Stadtverwaltung und ihrem Bewusstsein für die Rechte der Frauen, beeinflusste ihren Wunsch nach einer weiblichen Richterin am Frauengericht. Im Jahre 1916 beobachtete Murphy zusammen mit einer Gruppe von Frauen einen Prozess gegen Frauen, die der Prostitution verdächtigt wurden und wegen „fragwürdiger“ Umstände verhaftet worden waren. Die Frauen wurden gebeten den Gerichtssaal zu verlassen, mit der Begründung, dass die Aussagen nicht „fit for mixed company“ seien. Dies war für Murphy nicht akzeptabel und sie protestierte beim Generalstaatsanwalt der Provinz. “If the evidence is not fit to be heard in mixed company,” argumentierte sie, “then the government must set up a special court presided over by women, to try other women.” („Wenn die Beweisführung nicht geeignet ist, um es vor einem gemischten Publikum gehört zu werden, dann muss die Regierung ein spezielles Gericht unter dem Vorsitz von Frauen, die über Frauen richten, einrichten.“) Murphys Antrag wurde genehmigt, und sie wurde die erste weibliche Richterin im British Empire. In ihrem ersten Fall in Alberta am 1. Juli 1916 befand sie die Angeklagte für schuldig. Der Anwalt der Angeklagten stellte in Frage, dass ihr Urteil überhaupt rechtsgültig sei, da sie rechtlich überhaupt keine Person sei. Der Provincial Supreme Court wies die Beschwerde zurück.
Im Jahr 1917 leitete sie den Kampf darum, dass Frauen zu „Personen“ im kanadischen Recht erklärt werden und somit berechtigt waren im Senat zu sitzen. Der Rechtsanwalt Eardley Jackson stellte ihre Position als Richterin in Frage, da Frauen gemäß dem British North America Act von 1867 nicht als „Personen“ angesehen wurden. Dieses Verständnis basierte auf der Grundlage des britischen Common Law Act von 1876, welches festlegte, dass „Frauen für Schmerzen und Strafen geeignet waren, aber nicht für Rechte und Privilegien“(“women were eligible for pains and penalties, but not rights and privileges”). Die einzige Hoffnung für Frauen, in der Bundesregierung eine Rolle zu spielen, war, dass der British North America Act geändert werden würde.
Murphy begann an ihrem Plan zu arbeiten, zu klären, wie Frauen im British North America Act gesehen werden und wie sie Senatoren werden konnten. Für ihr Anliegen brauchte sie mindestens fünf Bürger, um diese als Gruppe einreichen zu können. Sie erhielt Hilfe von vier anderen Frauen aus Alberta und am 27. August 1927 unterzeichneten sie, die Menschenrechtsaktivistin Nellie McClung, die Frauenrechtlerinnen Louise McKinney, Henrietta Edwards und Irene Parlby ihre Petition an den Obersten Gerichtshof von Kanada. Die Frauen fragten: „Umfasst das Wort ‚Person‘ in § 24 des British North America Act auch weibliche Personen?“ Die Kampagne wurde bekannt als Persons Case und erreichte den Obersten Gerichtshof im März 1928. Die Richter interpretierten den Abschnitt so, wie ihn die Verfasser des North America Acts 1867 intendierten, so dass die Frauen den Fall nach London vor das Judicial Committee of the Privy Council brachten, damals die höchste Gerichtsinstanz für alle Gebiete des British Empire außerhalb der britischen Inseln. Dort entschied der Ausschuss am 29. Oktober 1929, dass der Abschnitt über die Personen durchaus so gelesen werden sollte, dass er auch Frauen einschließt und diese damit berechtigt waren im Senat zu dienen.
Die Frauen wurden bekannt als die Famous Five und waren beteiligt an der Einführung von sozialen Reformen und Frauenrechten, sie hatten einen wichtigen Präzedenzfall in der Geschichte Kanadas geschaffen. In der Kammer des kanadischen Senats befindet sich eine Gedenktafel für die fünf Frauen mit der Aufschrift “To further the cause of womankind these five outstanding pioneer women caused steps to be taken resulting in the recognition by the Privy Council of women as persons eligible for appointment to the Senate of Canada.” Die Famous Five sind auf der 50-Dollar-Note verewigt. Neben anderen Ehrungen beschloss der Senat im Oktober 2009, Murphy und die anderen Mitglieder der Famous Five zu Kanadas ersten „honorary senators“ zu ernennen.

### Drogen und Rasse
Murphys Ansichten über die Rasse veränderten sich im Laufe ihres Lebens, ihre Ansichten finden sich wieder in ihrem Buch Black Candle, welches als sehr folgenreich gilt. Eine Reihe von Artikeln im Maclean’s-Magazin unter ihrem Pseudonym „Janey Canuck“ bildeten die Grundlage für Black Candle. Mit umfangreichen Anekdoten und „Experten“-Meinungen, zeigte Black Candle ein alarmierendes Bild vom Drogenmissbrauch in Kanada, beschreibt detailliert Murphys Verständnis der Anwendung und Auswirkungen von Opium, Kokain und Medikamenten sowie einer „neue Bedrohung“ Marihuana. Murphys begann sich mit der Drogenfrage zu beschäftigen, als sie begann in einen „unverhältnismäßigen Kontakt mit dem chinesischen Volk“ in ihrem Gerichtssaal zu kommen, weil diese überproportional häufig im System der Strafjustiz anzutreffen waren. Neben Expertenmeinungen und ihren eigenen Beobachtungen bekam Murphy von der örtlichen Polizei auch eine Führung durch die Opiumhöhlen in Vancouvers Chinatown. Vancouver war zu dieser Zeit der Mittelpunkt der moralischen Panik gegenüber Drogen, die Teil der Anti-Oriental-Kampagne war, welche schließlich zum Chinese Immigration Act von 1923 führte. Die kanadische Drogenhistorikerin Catherine Carstairs argumentiert, dass Murphys Bedeutung in Bezug auf die Drogenpolitik „übertrieben“ wurde, weil sie keinen Einfluss auf die Drogenpanik in Vancouver hatte, aber dennoch „ihre Artikel stellt eine Wendepunkt dar und ihr Buch … brachte die Vancouver Drogenpanik zu einem größeren kanadischen Publikum.“
Die Rasse durchdrang Black Candle und ist in Murphys Analyse eng verwoben mit Drogenhandel und Drogensucht. Doch sie ist mehrdeutig in ihrer Betrachtung der Nicht-Weißen. In einer Passage züchtigt sie beispielsweise die Weißen, die die Chinesen als „Sündenböcke“ nutzen, während sie in einer anderen Passage die Chinesen darauf verweist, dass sie „Besucher“ in diesem Land seien und dass es klug wäre, sie aus diesem Land zu verweisen, wenn sich herausstellte, dass dieser Besucher „vergiftete Lutscher in seinen Taschen trägt und sie an unsere Kinder verfüttert“. Drogensucht, nicht der chinesische Einwanderer, sei „eine Geißel so schrecklich in seiner Wirkung, dass es die Grundfesten der Zivilisation bedroht“, und die Gesetze müssen daher das Ziel haben, diese auszurotten. Laut Murphy schikanieren Drogen alle, und die Mitglieder aller Rassen begehen den Drogenhandel. Zur gleichen Zeit distanzierte sie sich aber nicht von der herrschenden Ansicht der weißen Mittelklasse, dass die „Rassen“ getrennte, biologisch bestimmte Kategorien seien, die eine natürliche Hierarchie bildeten. In diesem Schema war die weiße Rasse vom Abbau durch die Rassenmischung bedroht, während die produktiveren „schwarzen und gelben Rassen noch Aufsteigen können“ und damit das „Entreißen der Vormachtstellung der Briten in der Welt“ drohe.
Murphys Zweideutigkeit bezüglich der Nicht-Weißen spiegelt sich in den wissenschaftlichen Debatten wider. Nicht umstritten ist, dass Black Candle geschrieben wurde „für den ausdrücklichen Zweck, die Öffentlichkeit für die Forderungen nach einer strengeren Drogengesetzgebung zu sensibilisieren“, und darin war sie bis zu einem gewissen Grad erfolgreich.

## Die Eugenik-Bewegung
Im frühen zwanzigsten Jahrhundert hatten die wissenschaftlichen Erkenntnisse eine hohe gesellschaftlichen Bedeutung. Die Fortschritte in Wissenschaft und Technik galten als Lösung für aktuelle und zukünftige gesellschaftliche Probleme. Murphy gehörte zu denen, die der Meinung waren, dass die Probleme der Gesellschaft, wie Alkoholismus, Drogenmissbrauch und Kriminalität, durch geistige Mängel verursacht waren. In einem Artikel von 1932 mit dem Titel „Überbevölkerung und Geburtenkontrolle“ sagt sie: „... Überbevölkerung [ist] das Grundproblem aller … keines unserer Probleme kann ausgeräumt werden, bis dies behoben wird“. Murphy, die Pazifistin war, vertrat die Theorie, dass der einzige Grund für Krieg der sei, dass er für die Völker notwendig sei, um für Land zu kämpfen, um ihre wachsende Bevölkerung unterzubringen. Ihr Argument war: Wenn es Bevölkerungskontrolle gäbe, würden die Leute nicht so viel Land benötigen. Ohne die ständige Notwendigkeit, für mehr Land zu sorgen, würde Krieg aufhören zu existieren. Ihre Lösung für diese soziale Frage wurde die Eugenik. Selektive Zucht galt als ein progressiver wissenschaftlicher und sozialer Ansatz, und Murphy unterstützte die Zwangssterilisation von jenen Personen, die als geistig behindert galten. Sie glaubte, dass die geistig und gesellschaftlich Minderwertigen sich mehr als die „menschlichen Vollblüter“ reproduzierten, und appellierte an die Legislativversammlung von Alberta für die eugenische Sterilisation. In einer Petition schrieb sie, geistig behinderte Kinder seien „eine Bedrohung für die Gesellschaft und ein enormer Kostenfaktor für den Staat … Wissenschaft zeigt, dass geistige Mangelhaftigkeit eine übertragbare Erbkrankheit ist.“ Sie schrieb an den Minister für Landwirtschaft und Gesundheit, George Hoadley, dass zwei weibliche „schwachsinnige“ Patienten mehrere Nachkommen hervorbringen. Sie nannte es: „eine Vernachlässigung wie ein Verbrechen zu gestatten, dass diese beiden Frauen Kinder gebären. Sie sind beides junge Frauen und werden wahrscheinlich zahlreiche Nachkommen haben, bevor sie das Krankenhaus verlassen“. Bedingt auch durch ihre starke Befürwortung der Zwangssterilisation wurden Tausende von Einwohnern in Alberta, denen unterstellt wurde, keine Intelligenz zu besitzen, unwissentlich sterilisiert, bis zur Aufhebung des Sexual Sterilization Act of Alberta im Jahre 1972.

## Vermächtnis
Murphys Erbe ist heute umstritten, ihren wichtigen Beiträgen zum Feminismus stehen ihre nativistischen Ansichten gegenüber. Außer dass sie gegen die Einwanderung war, war sie eine starke Befürworterin der Sterilisationsgesetzgebung in Alberta in einer Zeit, in der die Zwangssterilisation in einigen nordamerikanischen Ländern praktiziert wurde. Allerdings wurde argumentiert, dass Murphys Ansichten ein Produkt ihrer Zeit seien.
Neue Erinnerungen an die Famous Five, wie die Abbildung auf der Rückseite des Fünfzig-Dollar-Scheins, wurden zum Anlass für eine Neubewertung von Murphys Erbe. Marihuana-Entkriminalisierungs-Aktivisten haben hier besonders das Ziel, Murphy dafür zu kritisieren, dass sie ein Teil der Marihuana-Prohibition war. Sie beklagen, dass die heutigen Drogengesetze auf den rassistischen Grundlagen von Murphy beruhen und der Krieg gegen die Drogen mehr Frauen geschadet habe, als sie von den Persons Case profitiert hätten. Umgekehrt weisen Murphys Anhänger darauf hin, dass sie in einer Zeit geschrieben habe, in der weißer Rassismus typisch und somit nichts Außergewöhnliches war, und dass Murphys Ansichten fortschrittlicher waren als viele ihrer Zeitgenossen. Darüber hinaus negieren Murphys Ansichten über Rasse oder Drogen in keiner Weise ihre positiven Errungenschaften bei der Förderung der rechtlichen Stellung von Frauen.

## Emily Murphy House
Emily Murphys Haus in Edmonton, Alberta, wurde in das Canadian Register of Historic People and Places aufgenommen. Sie lebte in diesem Haus von 1919 bis zu ihrem Tod im Jahre 1933. Es befindet sich auf dem Campus der University of Alberta und beherbergt die Student Legal Services.